# Propilidium pertenue
Propilidium pertenue är en snäckart som beskrevs av John Gwyn Jeffreys 1882. Propilidium pertenue ingår i släktet Propilidium och familjen Lepetidae. Inga underarter finns listade i Catalogue of Life.